# Затор (војводство Малопољско)
Затор (пољ. Zator) је град у Пољској у Војводству Малопољском у Повјату освјенћимском. Према попису становништва из 2011. у граду је живело 3.706 становника.

## Становништво
Према прелиминарним подацима са пописа, у граду је 2011. живело 3.706 становника.
| 2002. | 2011. | 2012. |
| ----- | ----- | ----- |
| 3.679 | 3.706 | 3.694 |